# Drymonia conchocalyx
Drymonia conchocalyx är en tvåhjärtbladig växtart som beskrevs av Johannes von Hanstein. Drymonia conchocalyx ingår i släktet Drymonia och familjen Gesneriaceae. Inga underarter finns listade i Catalogue of Life.